# ミルン湾

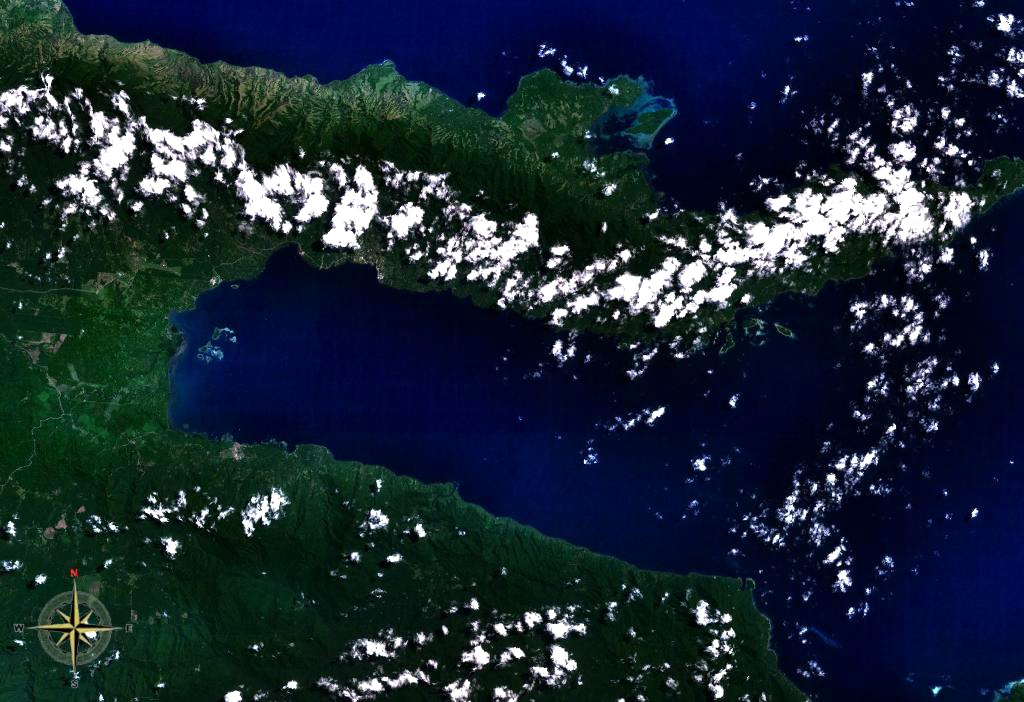
衛星写真

ミルン湾（ミルンわん、Milne Bay）は、パプアニューギニア、ミルン湾州に所在する湾。南緯10度22分00秒 東経150度30分00秒 / 南緯10.3666667度 東経150.5度 に位置する。名称はアレクサンダー・ミルン卿に因んで命名された。
太平洋戦争（大東亜戦争）中の1942年（昭和17年）、日本海軍陸戦隊とオーストラリア・アメリカ連合軍との間でラビの戦い（Battle of Milne Bay）が行われた。